# Tatiana Chtchoukina
Pour les articles homonymes, voir Chtchoukina.
Tatiana Sergueïevna Chtchoukina (en russe : Татьяна Сергеевна Щукина) est une joueuse de volley-ball russe née le 7 août 1991 à Almaty (Kazakhstan). Elle mesure 1,92 m et joue au poste de centrale. Elle totalise 11 sélections en équipe de Russie.

## Clubs
| Club                     | De        | À         |
| ------------------------ | --------- | --------- |
| SDUSHOR-65               | 2005-2006 | 2006-2007 |
| Universitet Belgorod     | 2007-2008 | 2009-2010 |
| Dinamo Kazan             | 2010-2010 | 2010-2010 |
| Dinamo Krasnodar         | 2010-2011 | 2010-2011 |
| Dinamo Kazan             | 2011-2012 | 2011-2012 |
| Severstal Tcherepovets   | 2012-2013 | 2013-2014 |
| Leningradka              | 2014-2015 | 2015-2016 |
| VK Metar Tcheliabinsk    | 2016-2017 | 2017-2018 |
| VK Lokomotiv Kaliningrad | 2018-2019 | …         |

## Palmarès

### Équipe nationale
- Championnat d'Europe des moins de 20 ans
  - Finaliste : 2008.

### Clubs
- Championnat de Russie
  - Vainqueur : 2012.
  - Finaliste : 2019.
- Coupe de la CEV
  - Finaliste : 2011.
- Coupe de Russie
  - Vainqueur : 2008.